# هنري شو غيثر
هنري شو غيثر هو سياسي أمريكي، ولد في 25 يناير 1778، وتوفي في 12 فبراير 1845. انتخب عضو مجلس النواب لولاية ماريلند ‏.